# Handschrift 382

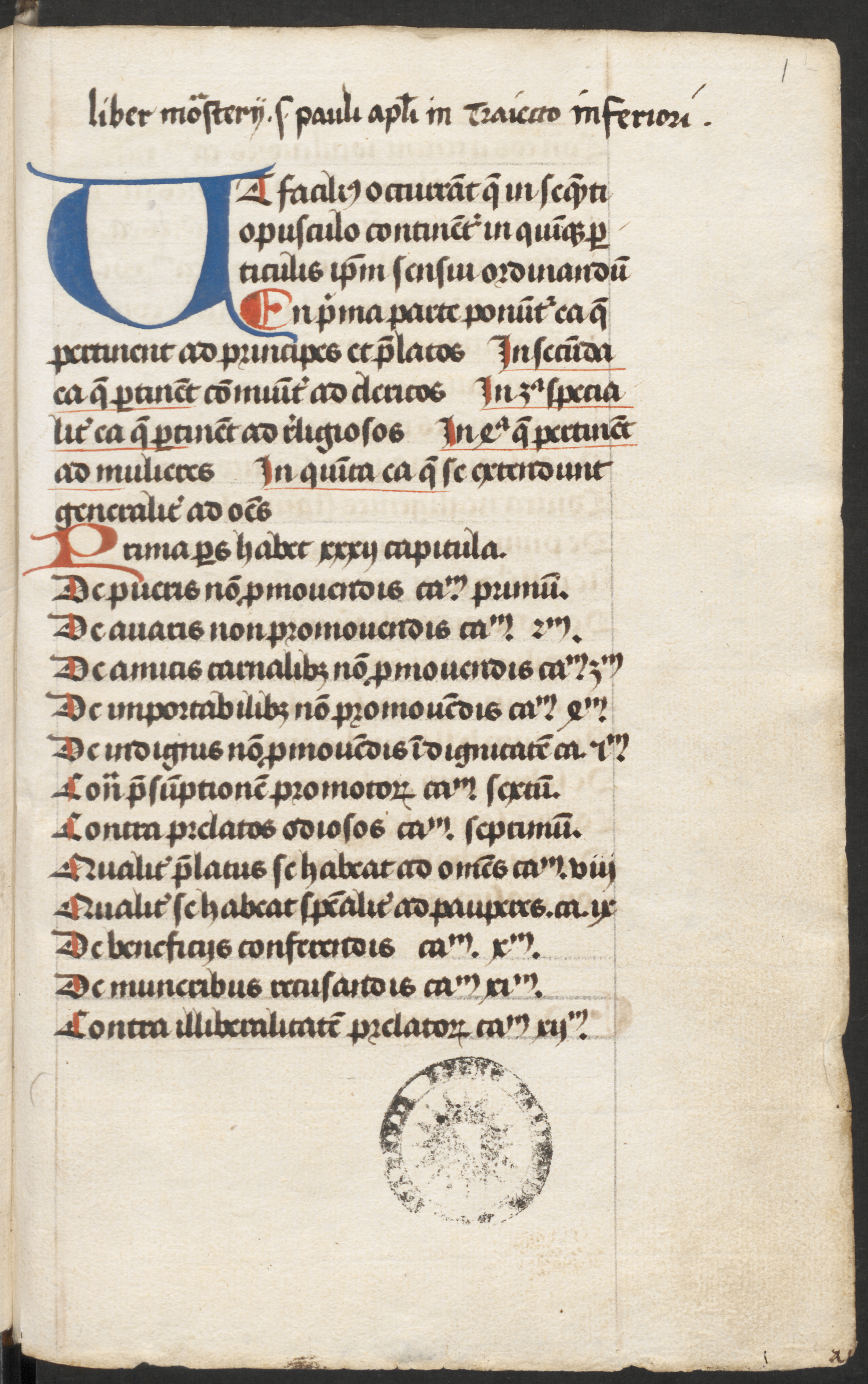
fol. 1r - Het begin van Tractatus de Vita Religiosa (bovenaan de eigendomstekst van de Sint-Paulusabdij)

Handschrift 382 (Hs. 382), ook wel Tractatus de Vita religiosa genoemd, is een manuscript dat dateert van tussen 1400 en 1500 met daarin twee Latijnse teksten. De eerste tekst is vermoedelijk geschreven door Petroboni Bentivegne de Bononia en de tweede tekst is met zekerheid een tekst van Bonaventura. Het is niet bekend wie de kopiist van de teksten is, maar het is wel bekend dat het manuscript eigendom was van de Sint-Paulusabdij te Utrecht.

## Omschrijving
De twee teksten in dit handschrift zijn afzonderlijk geschreven en later samengebonden, dit noemt men ook wel een convoluut. Er zijn dus twee afzonderlijke handen te herkennen in Hs. 382. Deze handen schrijven beiden in het schrifttype littera hybrida en schrijven in twee kolommen, waarbij met rode en blauwe inkt hoofdletters en belangrijke stukken tekst zijn aangebracht. De liniëring is aangebracht met loodstift. Verder telt het handschrift 148 fol. en zijn de afmetingen 210 bij 145 mm. Alle bladen zijn van papier, op acht schutbladen na, deze zijn van perkament. De binding van het boek is nog origineel en in 1960 gerepareerd. Het boek verkeert in een goede conditie.

## Bijzonderheden

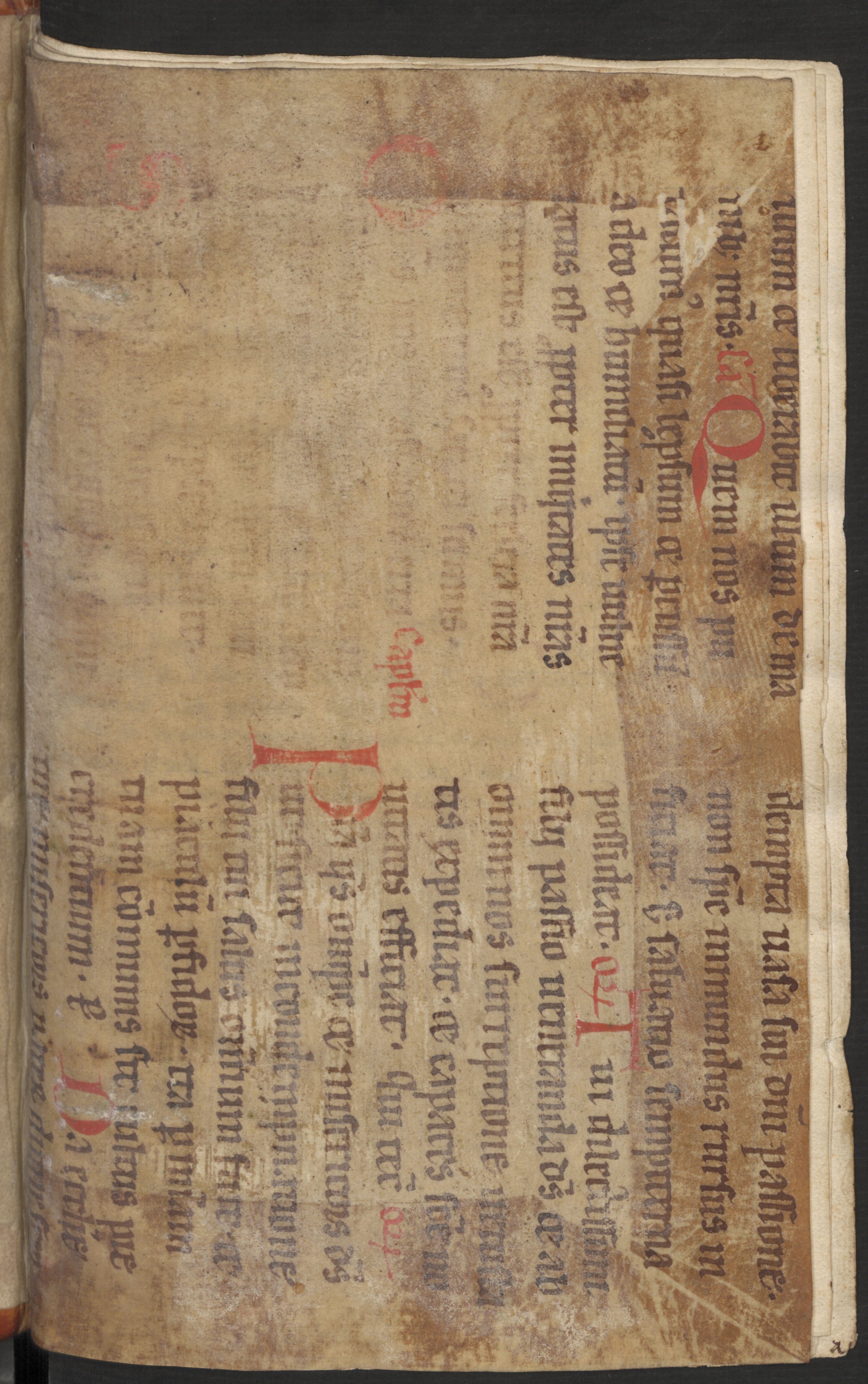
Maculatuur

Opvallend aan dit handschrift is dat er vele folia leeg zijn gelaten, zowel voor als tussen, als aan het einde van de teksten. Bovendien zijn er maar liefst 8 schutbladen toegevoegd waarvoor bladen uit oudere teksten zijn gebruikt, dit wordt maculatuur genoemd. Een van deze teksten is een 12e-eeuws brevier. Dit brevier is buiten  Hs.382 ook als maculatuur gebruikt in 6 andere boeken van de Sint-Paulusabdij. Daarnaast is er nog maculatuur uit een ander handschrift toegevoegd, dit was vermoedelijk een lectionarium uit de late 12e eeuw of vroege 13e eeuw.

## Inhoud

### Tractatus de vita religiosa(fol. 1 – 84)
De eerste tekst wordt ook wel Tractatus de vita religiosa (behandeling van het heilige leven) genoemd bij gebrek aan een titel in het manuscript zelf.  De vita religiosa gaat over het leiden van een goed religieus leven en wordt in de tekst opgedeeld in 5 delen: Leiders en uitverkorenen, de geestelijkheid, religieuzen, vrouwen en allen.      

### Legenda Sancti Francisci(fol. 90 – 152)
De tweede tekst is een deel van het heiligleven van de st. Franciscus (Franciscus van Assisi) dat in de 13e eeuw door Bonaventura werd beschreven. De tekst begint met een proloog en bevat verder 15 hoofdstukken waarin het leven van de heilige Franciscus worden beschreven.

## Geschiedenis
Hs. 382 behoorde tot de collectie van de Sint-Paulusabdij in Utrecht, dit weten onderzoekers vrijwel zeker omdat er op het de eerste bladzijde de tekst “Liber monasterii sancti Pauli apostoli in Traiecto inferiori” geschreven is, hieraan zijn nagenoeg alle banden afkomstig uit de Sint-Paulusabdij te herkennen. Men vermoedt dat het handschrift niet in de Sint-Paulusabdij is ontstaan, maar er later terecht is gekomen. Nadat in 1580 de beeldenstorm plaatsvond en in 1707 de Sint-Paulusabdij werd gesloopt, bleven er vierenveertig handschriften over. Hiervan bevinden zich er 37 in de Universiteitsbibliotheek Utrecht, daaronder ook hs. 382. Ze worden bewaard op de afdeling 'bijzondere collecties'.